# Georges Neveux
Georges Neveux (* 25. August 1900 in Poltawa; † 27. August 1982 in Le Chesnay) war ein russisch-französischer Schriftsteller, Dramatiker, Drehbuch- und Hörspielautor.

## Leben und Werk
Georges Neveux wurde 1900 in der Ukraine als Sohn eines französischen Vaters und einer russischen Mutter geboren. Er wurde Journalist und Rechtsanwalt und war ab 1927 unter der Direktion von Louis Jouvet Generalsekretär des Théâtre des Champs-Élysées. Ab 1930 schrieb er Theaterstücke in der Manier von Giraudoux und Salacrou, die auch in Deutschland zur Aufführung gelangten, sowie Drehbücher von Filmen und Fernsehfilmen. Daneben veröffentlichte er Gedichte.

## Werke (Auswahl)

### Theater, soweit deutsch vorhanden
- (1930, Juliette ou la Clé des songes) Julia oder Das Traumbuch. Drei Akte.  Stauffacher, Zürich 1957. (übersetzt von Lore Kornell)
- (1943, Le Voyage de Thésée) Die Fahrt des Theseus in 4 Akten. Henschel und Sohn, Berlin 1949. (übersetzt von Lore Kornell)
- (1943, La Repasseuse) Die junge Plätterin – Der Groschen. In: Forum 78, 1960.  (übersetzt von Marta Hofmann)
- (1946, Plainte contre inconnu) Klage gegen unbekannt. Schauspiel in zwei Akten. Kiepenheuer, Berlin 1959. (übersetzt von Hans-Heinz Franckh)
- (1953, Zamore) Brise aus Korsika. Tragikomödie in einem Akt. Berlin 1956. (übersetzt von Lore Kornell)
- (1955, Le chien du jardinier) Bei Tag und bei Nacht oder Der Hund des Gärtners. Komödie in drei Akten. Kiepenheuer, Berlin 1957. (übersetzt von Lore Kornell)
- (1956, Le système deux) System Zwei. Komödie in einem Akt. Kiepenheuer, Berlin 1956. (übersetzt von Lore Kornell)

### Weitere Werke
- (1943, Ariane) Ariadne. Oper in 1 Akt von Bohuslav Martinů. Dichtung von Georges Neveux. Deutsche Fassung von Fritz Schröder. Bärenreiter, Kassel 1960.

## Deutschsprachige Hörspiele
- 1948: Klage gegen Unbekannt – Regie: Oskar Nitschke (Hörspielbearbeitung – Radio Stuttgart)
- 1950: Das Funkstudio: Eine Stunde in der Nacht – Regie: Oskar Nitschke (Original-Hörspiel – SDR)
- 1952: Ich habe ein schönes Schloß – Regie: Ludwig Cremer (Originalhörspiel – NWDR Köln)
- 1961: Ich habe ein schönes Schloß – Bearbeitung und Regie: Gerd Beermann (Hörspielbearbeitung – SWF)
- 1966: Das Taburett – Regie: Fritz Peter Vary (Hörspiel – WDR)
- 1968: Klage gegen Unbekannt – Bearbeitung und Regie: Alex Freihart (Hörspielbearbeitung – ORF)

Quellen: OE1-Hörspieldatenbank für die österreichische und ARD-Hörspieldatenbank für die deutschen Produktionen